# The Script
The Script és un grup de Dublín, Irlanda. El seu primer disc homònim va ser publicat el 2008 i entre les cançons es trobaven èxits com "The Man Who Can't Be Moved". Està format per Danny O'Donoghue (veu), Mark Sheenan (guitarra) i Glen Power (bateria).

## Discografia
- The Script (2008)
- Science & Faith (2010)
- #3 (2012)
- No Sound Without Silence (2014)
- #4 (2017)